# Cologne (Fluss)
Die Cologne ist ein Fluss in Frankreich, der in der Region Hauts-de-France verläuft. Sie entspringt im Gemeindegebiet von Hargicourt, entwässert generell Richtung West bis Südwest und mündet nach rund 23 Kilometern knapp südlich von Péronne als rechter Nebenfluss in die Somme. Auf ihrem Weg durchquert die Cologne die Départements Aisne und Somme.

## Orte am Fluss
(Reihenfolge in Fließrichtung)
- Hargicourt
- Roisel
- Tincourt-Boucly
- Cartigny
- Doingt
- Péronne